# 갈상돈
갈상돈(葛詳旽, 1964년 8월 25일 ~)은 대한민국의 기자, 사회운동가, 정치인으로 현재 더불어민주당 경상남도당 진주시 갑 지역위원장을 역임하고 있다.

## 학력
- 도동국민학교 졸업
- 대아중학교 졸업
- 진주고등학교 졸업
- 서울대학교 농과대학 농업생물학 학사
- 고려대학교 대학원 정치외교학 석사
- 고려대학교 대학원 정치외교학 박사

## 경력
- 일요신문 정치부·사회부 기자
- 고려대학교 연구교수
- 2011년 9월~2013년 3월: 최광식 문화체육관광부 장관 정책보좌관
- 서강대학교 사회과학연구소 선임연구원
- 2016년 2월: 국민의당 입당
- 2016년 2월~2016년 3월: 제20대 국회의원 선거 서울 강동구 을 국민의당 국회의원 예비후보
- 2016년 5월: 국민의당 탈당
- 2017년 4월: 더불어민주당 입당
- 2017년~: 더불어민주당 정책위원회 부의장
- 2017년 4월~2017년 5월: 제19대 대통령 선거 더불어민주당 문재인 대통령 후보 정책특보
- 2017년 4월~2017년 5월: 제19대 대통령 선거 더불어민주당 문재인 대통령 후보 대국민참여본부 국민주권기획단 부단장
- 2017년~2018년: 김부겸 국회의원 정무특보
- 2018년 5월~2018년 6월: 제7회 전국동시지방선거 경남 진주시장 더불어민주당 후보
- 2019년~2020년: 더불어민주당 경상남도당 진주미래혁신 특별위원장
- MBC 시선집중 시사평론가
- 2022년 7월~: 더불어민주당 경상남도당 진주시 갑 지역위원회 위원장
- 2024년 6월~: 더불어민주당 이재명 대표 특보

## 역대 선거 결과
|  | 45.70% |

|  | 41.69% |